# 三股久典
三股 久典（みまた ひさのり、1995年9月7日 - ）は、ジャパンラグビーリーグワン・ルリーロ福岡に所属するラグビー選手。

## プロフィール
- 鹿児島県鹿児島市出身[1]。
- ポジションはスクラムハーフ(SH)。
- 身長 167cm、体重 72kg
- ニックネームはひさ、ノン。

## 来歴
2014年、佐賀工業高校卒業後、明治大学に入る。なお佐賀工業高校時代、高校日本代表候補に選ばれたことがある。
2018年、明治大学卒業後、コカ・コーラレッドスパークスに加入。同年9月1日に行われたジャパンラグビートップリーグ第1節のヤマハ発動機ジュビロ戦にて途中出場で公式戦初出場を果たす。
2021年、宗像サニックスブルースに加入。
2022年、ルリーロ福岡選手スコッドに選ばれた。